# Als morts per França a la Primera Guerra Mundial
Als morts per França a la Primera Guerra Mundial és un memorial de la Primera Guerra Mundial obra de l'escultor Gustau Violet i situat al cementiri de Montjuïc de Barcelona.

## Història
Durant la Primera Guerra Mundial, el sentiment francòfon va ser intens a Barcelona, com ho mostra el monument dedicat als voluntaris catalans realitzat per Josep Clarà al Parc de la Ciutadella, inaugurat el 1926. També una associació d’antics combatents francesos establerta a Barcelona des de 1918 va promoure la creació d’un altre monument. El 1922, van aconseguir la cessió d’un terreny al cementiri de Montjuïc, a prop de la tomba de Jacint Verdaguer, i van assumir la construcció del monument, encarregat a l’artista nord-català Gustau Violet. El monument va ser inaugurat el primer de juny de 1925 amb la presència del rei Alfons XIII i del bisbe de la Seu d'Urgell. El 2001, es va afegir una placa commemorativa per a membres de la Resistència durant la Segona Guerra Mundial, destacant la contribució de figures com Francisco Ponzán i Floreal Barberà.

## Descripció
Aquest monument, fet de blocs de pedra pàl·lida, s'alça sobre un podi quadrat delimitat per pilastres unides amb cadenes de ferro i amb una obertura central de tres graons. L'estructura principal, de cinc metres d'altura, està dissenyada per a ser vista frontalment. Al centre, la inscripció en francès: "Aux soldats de France et aux volontaires d’Espagne morts pour le triomphe de la justice et de la liberté", que en català significa "Als soldats de França i als voluntaris d'Espanya morts pel triomf de la justícia i de la llibertat", i a sota els noms de 135 soldats morts inscrits en lletres més petites. Sota dels noms, dues corones mortuòries i a cada costat, relleus noucentistes que representen una dona i un home, mentre que a la part superior hi ha un soldat francès que marxa amb una torxa a la mà flanquejat per dos àngels. A la base, una placa afegida el 2001 recorda algunes persones que van lluitar a la Segona Guerra Mundial.